# Żarowo (województwo zachodniopomorskie)

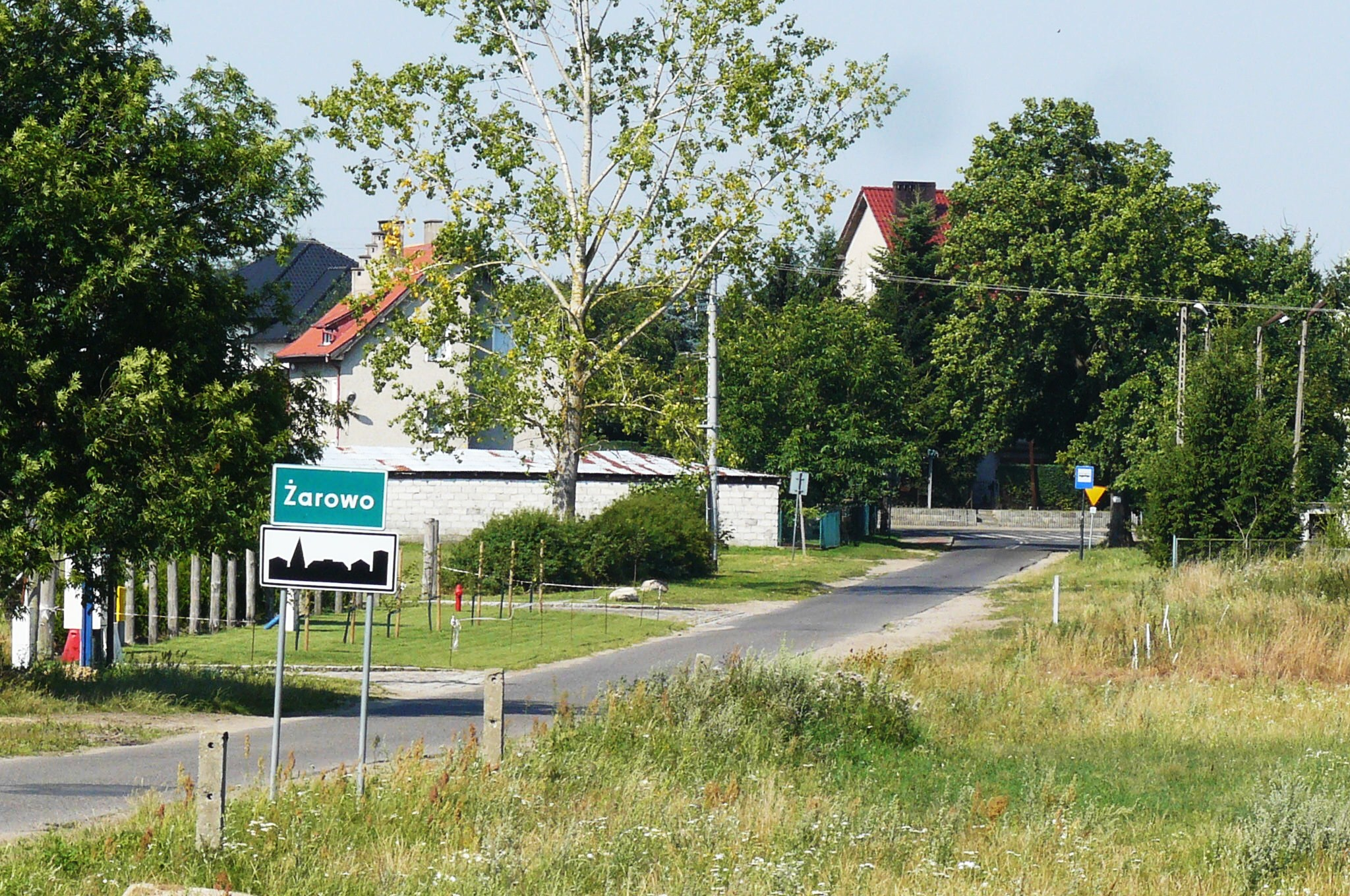
Widok ogólny wsi

Żarowo (niem. Saarow) – wieś w Polsce, położona w województwie zachodniopomorskim, w powiecie stargardzkim, w gminie Stargard, nad rzeką Iną (szlak kajakowy).
W latach 1975–1998 wieś należała administracyjnie do województwa szczecińskiego.

## Integralne części wsi
| SIMC    | Nazwa    | Rodzaj    |
| ------- | -------- | --------- |
| 0783769 | Mokrzyca | część wsi |

## Historia
Bardzo stara osada słowiańska, owalnica o wydłużonej formie. W 1248 roku książę Barnim I przekazał Żarowo biskupom kamieńskim, a w 1356 roku przekazano je Stargardowi i do XIX w. było jego własnością.
W 1939 roku we wsi było 14 gospodarstw rolnych, o średniej powierzchni 20 ha. Po 1945 roku indywidualne gospodarstwa rolne zostały reaktywowane.

## Położenie i komunikacja
W latach 1975–1998 miejscowość należała administracyjnie do województwa szczecińskiego. Obecnie znajduje się w powiecie stargardzkim, w gminie Stargard (ok. 2 km na północny zachód od Stargardu, w kierunku Goleniowa).
Do Żarowa kursują autobusy MZK Stargard linii nr 31. Dawniej można było również dojechać kolejką wąskotorową (linia Stargard – Dobra), która jest obecnie nieczynna. Pociągi kursowały do 2001 roku. W miejscowości znajdują się również dwa przystanki PKS.

## Warto zobaczyć

### Kościół
Neoromański granitowy kościół z XIX wieku. Wybudowany w latach 1856–1860, prawdopodobnie oparty na XVIII-wiecznych murach. Dawna świątynia protestancka, obecnie katolicka pod wezwaniem Najświętszego Serca Pana Jezusa. Od wschodu posiada pięcioboczną absydę. Szczyty wschodni i zachodni schodkowane, dekorowane blendami.
Wieża kościelna trzykondygnacyjna, kryta dachem namiotowym. Obecny kształt dachu wieży różni się od przedwojennego, który miał kształt stożka.
Na wieży znajduje się dzwon, odlewany w Szczecinie, pochodzący prawdopodobnie z sąsiedniej wsi – Lubowa. W wieży kościelnej znajdują się dwa miejsca na dzwony, co pozwala przypuszczać, że zostały one zabrane przez wojska niemieckie bądź radzieckie. 
Według miejscowych opowieści, wieża kościoła została zniszczona przez wojska radzieckie z powodu niemieckiego snajpera, mającego tam swoje stanowisko ogniowe.
Wewnątrz świątyni znajdują się: strop belkowy, odeskowany. Istnieje empora organowa i ławki z czasów budowy kościoła.
Wokół kościoła znajduje się gotycki mur z bramką zamkniętą ostrym łukiem, dekorowaną fryzem wnękowym z XV w. Dawniej wokół kościoła był również cmentarz (świadczą o tym fragmenty pomników i skalnych bloków).

### Cmentarz komunalny
Cmentarz ewangelicko-katolicki znajduje się w zachodniej części wsi. Na cmentarzu wznosi się stary, kamienny pomnik, postawiony dla uczczenia pamięci niemieckich żołnierzy z Żarowa poległych w czasie I wojny światowej. Na tablicy zostały wypisane nazwiska ofiar. Obecnie większość nazwisk jest trudna do odczytania albo zupełnie nieczytelna, a sam pomnik jest w złym stanie.

### Most kolejowy
Na wschód od Żarowa, obok drogi do Lubowa, znajduje się zbudowany w 1895 r. na Iną stalowy most kolejki wąskotorowej, obecnie nieużywany.

### Huta szkła
Obecnie w hucie nie wyrabia się szkła, istnieje jedynie zdobnictwo na zamówienie. Położona jest na jednym ze wzniesień we wsi.

### Stadnina koni „Horse Riding”
Stadnina koni znajduje się również na jednym ze wzniesień. Jej właścicielem są państwo Cieśla.

### Stadnina Żarowo
Stadnina koni znajdująca się na jednym z wzniesień. Jej właścicielem są państwo Lewandowscy.

### Lipa drobnolistna
Rozrosłe drzewo, znajdujące się na terenie przy kościele, wrośnięte w mur. Jest jedynym we wsi pomnikiem przyrody.

### Krzyż pokutny (obecnie nieistniejący)
Według miejscowych opowieści, w Żarowie znajdował się krzyż pokutny, bardzo podobny do tego ze Stargardu. Prawdopodobnie zaginął w czasie II wojny światowej lub tuż po niej.